# North English, Iowa
North English là một thành phố thuộc quận Iowa, tiểu bang Iowa, Hoa Kỳ. Năm 2010, dân số của thành phố này là 1041 người.

## Dân số
Dân số qua các năm:
- Năm 2000: 991 người.
- Năm 2010: 1041 người.